# 法艾泰環礁
法艾泰環礁（Faaite）是南太平洋法屬波利尼西亞的環礁，屬於土阿莫土群島的一部分，位於阿納環礁以北60公里，由阿纳市镇管辖，長28公里、寬10.5公里，土地面積8.9平方公里，潟湖面積227平方公里，2007年人口366。

## 外部連結
- （页面存档备份，存于）
- Faaite Airport （页面存档备份，存于）
- Bruno Saura, Les bûchers de Faaite: paganisme ancestral ou dérapage chrétien en Polynésie française, Cobalt/Editions de l'après midi. Paris 1990
- Book review （页面存档备份，存于）
- Island names （页面存档备份，存于）
- Atoll list (in French)

16°43′S 145°19′W / 16.717°S 145.317°W
1. ↑  民政部地名研究所 (编). . . 北京: 中国社会出版社: 835. 2017-05. ISBN 978-7-5087-5525-0. OCLC 1121629943. OL 28272719M. NLC 009152391.（简体中文）